# Carl Espen
Carl Espen Thorbjørnsen, connu sous le nom de Carl Espen, né le 15 juillet 1982, est un chanteur norvégien.
En mars 2014, il remporte le Melodi Grand Prix et est choisi pour représenter la Norvège au Concours Eurovision de la chanson 2014 à Copenhague, au Danemark avec la chanson Silent storm (chanson) (en) (Tempête silencieuse).

## Biographie
Carl Espen est né à Bergen en 1982. Aîné d'une famille de trois frères et sœurs, il a grandi sur l'île d'Osterøy. Il a passé deux ans dans les forces armées norvégiennes et a été stationné au Kosovo, avant de retourner en Norvège pour travailler comme artisan.

## Site officiel
- Site officiel